# Academia Superior
Die Academia Superior (offizieller Name: ACADEMIA SUPERIOR – Gesellschaft für Zukunftsforschung) ist eine Denkfabrik in Oberösterreich, die im Jahr 2010 gegründet wurde, um sozioökonomische Wandlungsprozesse auf regionaler Ebene politisch zu begleiten.

## Ziele und Themen
Der Verein wurde im Dezember 2010 in Linz an der Donau gegründet. Ziel des gemeinnützigen Vereins ist es, aktuelle und zukünftige ökonomische, gesellschaftliche und sozialpolitische Herausforderungen auf lokaler, nationaler und internationaler Ebene zu identifizieren, aus wissenschaftlicher Perspektive zu analysieren und daraus Vorschläge und Handlungsempfehlungen für Entscheidungsträger zu entwickeln.
Zu den von Academia Superior bearbeiteten Themen gehören unter anderem die Bereiche Wirtschafts -, Innovations- und Energiepolitik, Gesundheits -, Bildungs - und Generationenpolitik, sowie Migration und Digitalisierung.
Mehrere Empfehlungen von Academia Superior fanden politische Umsetzung: So wurde die „Wirtschaftspolitische Reformagenda für Oberösterreich“ zu einer maßgeblichen Vorlage für die wirtschaftspolitische Strategie des Bundeslandes Oberösterreich. Im Rahmen der Arbeit bei Academia Superior stieß Markus Hengstschläger die Idee eines Bildungskompasses (analog zum österreichischen Mutter-Kind-Pass) für das Bildungssystem in Österreich an. Ende 2015 wurde dessen Realisierung vom Bundesministerium für Familien und Jugend angekündigt. Im Herbst 2017 startete die erste Pilotphase an Kindergärten in Oberösterreich. Bis zum Jahr 2018/19 soll der Bildungskompass flächendeckend in Österreich implementiert werden. In einer Studie im Jahr 2012 forderte Academia Superior die Neuausrichtung der oberösterreichischen Energiepolitik auf den Fokus Energieeffizienz und setzte sich seither für die Realisierung der Vision einer Energie-Leitregion Oberösterreich ein. Im Jahr 2017 erfolgte die Umsetzung durch eine neue Energiestrategie des Landes Oberösterreich – „Energie-Leitregion OÖ 2050“.

## Personen
Obfrau des Vereins ist Christine Haberlander (ÖVP). Der Wissenschaftliche Leiter ist Markus Hengstschläger, Genetiker an der Medizinischen Universität Wien.

## Wissenschaftlicher Beirat
Der Verein wird inhaltlich von einem international besetzten wissenschaftlichen Beirat mit Vertretern aus Wissenschaft, Wirtschaft und Gesellschaft getragen.

### Mitglieder des Wissenschaftlichen Beirats
- Markus Achatz (Professor für Institut für Finanzrecht, Steuerrecht und Steuerpolitik, Johannes Kepler Universität Linz)
- Mitchell Ash (Professor für Geschichtswissenschaften, Universität Wien)
- Jesus Crespo Cuaresma (Professor für Makroökonomie, Wirtschaftsuniversität Wien, Leiter des Institut für Geld- und Finanzpolitik)
- Henrietta Egerth (Geschäftsführerin der Österreichischen Forschungsförderungsgesellschaft)
- Erich Gornik (Professor für Festkörperelektronik, Technische Universität Wien)
- Richard Hagelauer (Rektor der Johannes Kepler Universität Linz)
- Reinhard Haller (Facharzt für Psychiatrie und Neurologie, Chefarzt der Stiftung und Leiter des Krankenhauses Maria Ebene)
- Sir Richard Tim Hunt (Professor für Biochemie, Cancer Research UK, Clare Hall Laboratories, Nobelpreisträger für Medizin 2001)
- Peter Kampits (Professor für Philosophie, Universität Wien)
- Helmut Kramer (Vorstand der Österreichischen Plattform für Interdisziplinäre Alternsfragen und österreichischer Wirtschaftswissenschafter, ehemaliger Leiter des Österreichischen Instituts für Wirtschaftsforschung)
- Erich Peter Klement (Professor für Mathematik, Johannes Kepler Universität Linz)
- Monika Langthaler (Mitbegründerin und geschäftsführende Gesellschafterin von brainbows)
- Meinhard Lukas (Rektor der Johannes Kepler Universität Linz, Professor für Zivilrecht)
- Wolfgang Mazal (Professor für Arbeits- und Sozialrecht, Universität Wien, Mitglied des Europäischen Instituts für Soziale Sicherheit)
- Hubert Pehamberger (Vorstand der Universitätsklinik für Dermatologie, Medizinische Universität Wien)
- Johanna Rachinger (Generaldirektorin der Österreichischen Nationalbibliothek)
- Anita Rieder (Professorin für Sozialmedizin, Medizinische Universität Wien)
- Friedrich Schneider (Professor für Makroökonomie, Johannes Kepler Universität Linz)
- David Steindl-Rast (Benediktinermönch im amerikanischen Kloster Mount Saviour, Buchautor)
- Rudolf Taschner (Professor am Institut für Analysis und Scientific Computing, Technische Universität Wien)
- Alan Webber (Bürgermeister, Wirtschaftsjournalist, Herausgeber und Buchautor, Mitgründer von Fast Company, ehemaliger Herausgeber des Harvard Business Review)
- Brigitte Winklehner (Präsidentin des Eurasia-Pacific Uninet)
- Anton Zeilinger (Professor für Experimentalphysik, ehem. Vorstand des Instituts für Experimentalphysik, Universität Wien, Präsident der Österreichischen Akademie der Wissenschaften)
- Paul M. Zulehner (Pastoraltheologe und Pastoralsoziologe, Universität Wien)[19]